# 157640 Баумелер
157640 Баумелер (157640 Baumeler) — астероїд головного поясу, відкритий 1 грудня 2006 року.
Тіссеранів параметр щодо Юпітера — 3,163.